# II. Amenirdisz
II. Amenirdisz ókori egyiptomi papnő a XXV. dinasztia idején. Ámon isteni feleségének, II. Sepenupetnek a kijelölt örököse; nem tisztázott, valaha is betöltötte-e a rangot.

## Élete
Taharka fáraó lánya, II. Sepenupet unokahúga. Nagynénje örökbefogadta, hogy ő kövesse majd Ámon isteni feleségeként. Amenirdisz apja, Taharka uralkodása alatt az asszírok Assur-ah-iddína vezetésével megszállták Egyiptomot; a király elfogta a fáraó egyik fiát, Usanhurut is. Amint Assur-ah-iddína távozott, Taharka megpróbálta visszafoglalni Egyiptomot, az időközben meghalt Assur-ah-iddína örököse, Assur-bán-apli azonban legyőzte. Taharka nem sokkal később Thébában meghalt. Az asszírokkal folytatott harc utódai, Sabataka, Sabaka és Tanutamon alatt is folytatódtak.
Az asszír megszállásnak I. Pszammetik uralma vetett véget, aki eredetileg átállt az asszírok mellé, és cserébe megkapta a Delta-vidéket apjával, akit Tanutamani egy visszatérési kísérlete során öltek meg. Mikor azonban az asszírok hatalma gyengülni kezdett, Pszammetik kiűzte őket, és újraegyesítette Egyiptomot. Ezután i. e. 656 márciusában örökbe fogadtatta Sepenupettel saját lányát, Nitókriszt, az erről fennmaradt dokumentum az ún. Örökbefogadási sztélé. A szövegben Pszammetik kijelenti, hogy nem kívánja kisemmizni az eredeti örököst, Amenirdiszt, hanem Nitókriszt Amenirdisz örökösének szánja. Amenirdiszt sehol nem említik isteni feleségként, az örökbefogadási sztélé „az isten imádója” (dw3.t-nṯr) papnői címmel illeti, ami feltételezések szerint lehetett az Ámon isteni felesége cím örökösének a címe, illetve említi „az isten keze”-ként (ḏr.t-nṯr), ami talán köztes cím lehetett az isteni feleség és isteni imádó közt, de egy isteni feleség is megtarthatta a magasabb rang elérése után is, és I. Amenirdisz is használta önmagában, tehát ez nem zárja ki, hogy II. Amenirdisz Ámon isteni felesége lett volna.
Padihorresznet háznagy sírjában Nitókrisz isteni feleséget, Amenirdiszt, az isten kezét és Sepenupetet, az isten imádóját ábrázolják. Utóbbinak a neve mögött ott áll az elhunytak neve mögé írt „igaz hangú” jelző, de nem valószínű, hogy II. Sepenupetről van szó – aki a háznagy pályafutásának kezdete előtt évtizedekkel elhunyt –, ehelyett valószínűleg Nitókrisz örökbefogadott lánya lehetett, akit Nitókrisz túlélt. Itt a címekből úgy tűnik, Nitókrisz követte II. Sepenupetet, átugorva II. Amenirdiszt.
Szintén említi Amenirdiszt Nitókrisz háznagya, Pabasza sírja (TT279) ajtókeretének a két nőalak melletti felirata, ami valószínűleg úgy értelmezendő, hogy „Nitókrisz, Sepenupet lánya” és „Sepenupet, Amenirdisz lánya”. Utóbbinál a Sepenupet I. Nitókrisz második nevére, a (III.) Sepenupetre utal.
Egy núbiai sztélé szerint Amenirdisz (örökbe fogadott) lánya volt Naszalsza, aki valószínűleg az unokahúga volt.